# Klaudia Felicyta Habsburg
Klaudia Felicyta Habsburg (ur. 30 maja 1653 w Innsbrucku, zm. 8 kwietnia 1676 w Wiedniu) – arcyksiężniczka austriacka, cesarzowa Świętego Cesarstwa Rzymskiego Narodu Niemieckiego, królowa Czech i Węgier, córka arcyksięcia Ferdynanda Karola Habsburga i Anny Medycejskiej.
Jej rodzice byli rodzeństwem ciotecznym. Jej matka była córką Cosimo II de' Medici, wielkiego księcia Toskanii. Klaudia została nazwana na cześć swojej babki od strony ojca i jednocześnie babki ciotecznej od strony matki - Klaudii Medycejskiej.
15 października 1673 r. w Grazu poślubiła cesarza Leopolda I Habsburga (9 czerwca 1640 - 5 maja 1705), syna cesarza Ferdynanda III i Marii Anny, córki króla Hiszpanii Filipa III Habsburga. Leopold i Klaudia mieli razem dwie córki:
- Anna Maria Zofia (11 września - 21 grudnia 1674)
- Maria Józefa (11 października 1675 - 11 lipca 1676)

Obie córki Klaudii umarły bardzo szybko. Sama cesarzowa umarła w Wiedniu, jej serce spoczęło w kościele Kapucynów w Wiedniu natomiast ciało w kościele Dominikanów w Wiedniu.